# إيست لونغميدو (ماساتشوستس)
إيست لونغميدو (بالإنجليزية: East Longmeadow, Massachusetts) هي بلدة أمريكية تقع في الولايات المتحدة في مقاطعة هامبدن (ماساتشوستس). يقدر عدد سكانها بـ 15,720 نسمة ومساحتها 33.7 كم2 وترتفع عن سطح البحر 69 متر.

## أعلام
- كايل سميث
- نيك أحمد